# Нова Бія (Вавозький район)
Нова Бія́ (рос. Новая Бия) — присілок у Вавозькому районі Удмуртії, Росія.
Населення — 598 осіб (2010; 553 в 2002).
Національний склад (2002):
- удмурти — 93 %

Урбаноніми:
- вулиці — Зелена, Нагірна, Садова, Шкільна